# Günter Springer (Staatswissenschaftler)
Günter Springer (* 15. April 1922 in Berlin; † 26. September 2013 in Leipzig) war ein deutscher Politiker und Staatswissenschaftler.

## Leben
Der Sohn eines selbständigen Schmiedemeisters erlernte von 1937 bis 1940 den Beruf eines Buchdruckers. Von April 1940 bis Mai 1945 leistete er Kriegsdienst in der Wehrmacht. Sein letzter Dienstgrad war Unteroffizier.
Nach Ende des Zweiten Weltkrieges arbeitete er zunächst als Hilfsarbeiter in einer Schmiede in Beeskow, die von seinem Vater geleitet wurde. Im August 1945 wurde er Mitglied der KPD, ab Oktober 1945 arbeitete er als Sachbearbeiter des Gewerbeamtes und der Kreiskohlenstelle im Landratsamt Beeskow, ab November 1945 übernahm er zusätzlich die Leitung des Jugendreferats. Im Dezember 1945 wurde er Leiter des antifaschistischen Kreisjugendausschusses Beeskow-Storkow. Im März 1946 wurde er Kreisjugendleiter der FDJ des Kreises Beeskow-Storkow und im April 1946 Mitglied der SED. Im Oktober 1946 erfolgte seine Wahl zum Mitglied des Kreistages und zum Stadtverordneten der Stadt Beeskow. 1947 wurde er Leiter des Informationsdienstes des Landratsamtes und verantwortlicher Redakteur der Beeskower Kreisnachrichten. 1949 nahm er an einem 4-Monatslehrgang an der Deutschen Verwaltungsakademie Forst Zinna teil und wurde zum Leiter einer Sonderkontrollkommission der Landesregierung Brandenburg ernannt. Anschließend war er persönlicher Referent des Innenministers des Landes Brandenburg und im Oktober 1949 Kreisrat für Inneres und stellvertretender Landrat Beeskow-Storkow. Im Mai 1950 wurde er amtierender Landrat und im März 1951 Landrat des Kreises Senftenberg. Es folgte im Juli 1951 das Amt eines Ministerialdirektors und Leiters der Hauptabteilung für Erfassung und Aufkauf landwirtschaftlicher Erzeugnisse in der Landesregierung Brandenburg. Im August 1952 wurde er Sekretär des Rates des Bezirkes Frankfurt (Oder). Nach einem Fernstudium an der Akademie für Staats- und Rechtswissenschaft wurde Springer 1954 Diplom-Staatswissenschaftler. Von Mai 1955 bis November 1956 war er amtierender Vorsitzender und anschließend bis Juni 1960 Vorsitzender des Rates des Bezirkes Frankfurt (Oder). Im Juni 1960 wurde Springer wegen seines schlechten Gesundheitszustandes aus dem Amt entlassen.

## Wissenschaftliche Karriere
Im August 1960 folgte die Berufung zum Direktor des Instituts für Verwaltungsorganisation und Bürotechnik in Leipzig. Im Juli 1968 erfolgte die Verteidigung der Dissertation an der rechtswissenschaftlichen Fakultät der Martin-Luther-Universität Halle-Wittenberg zum Doktor der Rechtswissenschaft. Es folgte 1971 die Verleihung der „faculta docendi“, die Berufung zum Honorarprofessor für sozialistische Verwaltungsorganisation an der Akademie für Staats- und Rechtswissenschaften der DDR, dann im April 1979 die Berufung zum Ordentlichen Professor. Im Dezember 1980 erfolgte auf eigenen Wunsch die Entbindung von der Funktion als Direktor des Instituts für Verwaltungsorganisation (Leipzig) an der Akademie für Staats- u. Rechtswissenschaft, zugleich vorzeitige Emeritierung aus gesundheitlichen Gründen. Seit Januar 1981 war Springer im Ruhestand.
Im Jahre 1981 wurde Springer stellvertretender Vorsitzender und 1982 Vorsitzender der Kommission zur Betreuung alter verdienter Parteimitglieder und Mitglied der SED-Stadtbezirksleitung Leipzig-Süd, was er bis 1989 blieb. 1991 trat Springer aus der SED-Nachfolgepartei PDS aus und blieb parteilos.

## Auszeichnungen
- Vaterländischer Verdienstorden in Silber (Oktober 1980)[3]